# اداوكركان (إدا وكلول)
اداوكركان هي إحدى مشيخات المملكة المغربية، تتبع جغرافيا لإقليم الصويرة وإداريًا لإدا وكلول. يقدر عدد سكانها بـ 3912 نسمة حسب الإحصاء الرسمي للسكان والسكنى لسنة 2004.